# Leea papuana
Leea papuana är en vinväxtart som beskrevs av Merrill & Perry. Leea papuana ingår i släktet Leea och familjen vinväxter. Inga underarter finns listade i Catalogue of Life.